# Kriegerdenkmal Leißling

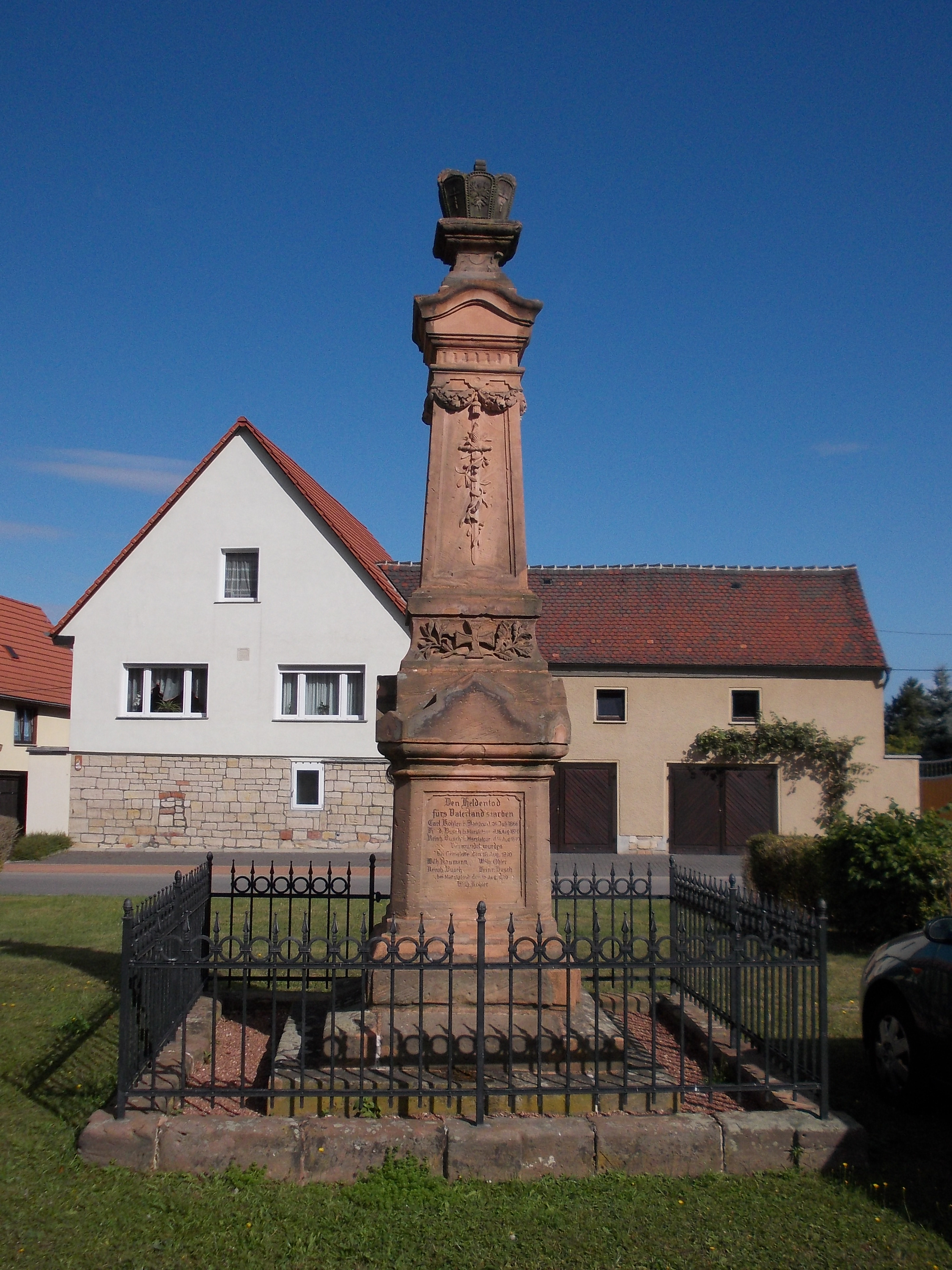
Kriegerdenkmal Leißling

Das Kriegerdenkmal Leißling ist ein denkmalgeschütztes Kriegerdenkmal im Ortsteil Leißling der Stadt Weißenfels in Sachsen-Anhalt. Im örtlichen Denkmalverzeichnis ist die Gedenkstätte unter der Erfassungsnummer 094 87035 als Kulturdenkmal verzeichnet.
Die umzäunte Stele wurde zum Gedenken an die Soldaten des Deutsch-Dänischen Kriegs von 1864, des Deutschen Kriegs von 1866 und des Deutsch-Französischen Kriegs von 1870/71 errichtet. Sie steht am nördlichen Ende des Karl-Marx-Platzes in Leßlingen. Die Stele enthält die Inschrift Ehre die Thaten deiner Väter, daß du erhältst, was sie errungen sowie die Namen der Soldaten und bei den Gefallenen auch das Sterbedatum und den Sterbeort.

## Quelle
- Kriegerdenkmal Leißling, abgerufen am 26. September 2017.